# 제3군 (일본군)
제3군(일본어: 第3軍 다이산군[*])은 일본 제국 육군의 군대 중 하나이다. 제3군은 러일 전쟁을 대비해 1904년 5월에 편성된 것과 중일 전쟁 시기인 1938년 1월에 편성된 것으로 나뉜다. 전자는 노기 마레스케 장군이 지휘한 부대로 만주군에 소속되어 러일 전쟁의 종결과 함께 해체되었다. 후자는 관동군의 지휘 하에서 태평양 전쟁 이후 해체되었다.

## 역사

### 러일 전쟁
러일 전쟁에서 1904년 5월 1일에 편성되어 노기 마레스케 장군을 사령관으로 전후 1906년 1월 26일에 해산했다.

### 중일 전쟁
중일 전쟁에서 제3군은 제1방면군의 지휘 하에 주로 만주 동부 국경 훈춘 정면의 수비를 맡았다.

## 구조

### 소속
- 제1방면군; 중일 전쟁

### 편성
| 러일 전쟁 - 제1사단 - 보병 제1여단 - 보병 제2여단 - 제7사단 - 보병 제13여단 - 보병 제14여단 - 제9사단 - 보병 제6여단 - 보병 제18여단 - 기병 제2여단 - 야전포병 제2여단 - 후비보병 제15여단 - 뤼순 요새사령부 | 중일 전쟁 - 제9사단 - 제12사단 - 제79사단 - 제112사단 - 제127사단 - 제128사단 - 제1국경수비대 - 제7포병사령부 - 독립 혼성 제132여단 |